# Ernest I, Duce de Saxa-Gotha
Ernst I, Duce de Saxa-Gotha și Altenburg, poreclit "Piosul" (25 decembrie 1601 – 26 martie 1675), a fost Duce de Saxa-Gotha și, prin căsătorie, a devenit și Duce de Saxa-Altenburg. Ducatele s-au unit mai târziu în Saxa-Gotha-Altenburg.
A fost al nouălea fiu însă al șaselea fiu supraviețuitor al lui Johann al II-lea, Duce de Saxa-Weimar și al soției acestuia, Dorothea Maria de Anhalt. Mama lui a fost nepoata lui Christoph, Duce de Württemberg, și strănepoata lui Ulrich, Duce de Württemberg.

## Biografie

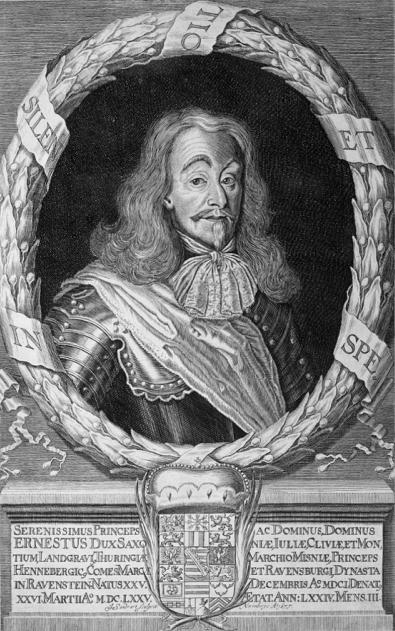
Ernest I, Duce de Saxa-Gotha

Rămas orfan de timpuriu (tatăl său a murit în 1605, iar mama sa, în 1617), a fost crescut într-o manieră strictă; a fost un copil înzestrat și precoce, dar nu puternic din punct de vedere fizic. A arătat din timp trăsături ale evlaviei. Ca domnitor, prin caracterul său și capacitatea guvernamentale, precum și a atenției personale în materie de stat, el a introdus o epocă de aur pentru supușii săi, după ravagiile Războiului de Treizeci de Ani. Econom înțelept, care nu a exclus generozitatea la ocazii potrivite, el și-a eliberat țara de datorii, și a lăsat la moartea sa o sumă considerabilă în trezorerie, și un sistem de impozitare redus.
Securitatea publică și o justiție eficientă și incoruptibilă au primit o mare atenție din partea sa; reglementările sale în aceste domenii au servit ca modele pentru alte state. A restricționat tortura și în secolul proceselor de vrăjitorie el a cedat iluziei comune deși nu a avut înclinații spre superstiții și a fost un dușman al alchimiei. A interzis dueluri și a impus pedeapsa cu moartea pentru un rezultat mortal.
În 1640, în conformitate cu tratatul de împărțire cu frații săi, Ernst a primit Gotha.
Legile sale nu au fost concepute în spiritul ideilor moderne despre libertate individuală. Reglementările sale au promovat agricultura, comerțul, învățământul și arta. Palatul său din Gotha a fost reconstruit iar colecțiile palatului își datorează originea lui Ernest; biblioteca a devenit una dintre cele mai mari din Germania. S-au construit biserici iar prin Schulmethodus introdus în 1642 Ernest a devenit părintele actualei gramatici școlare. Era o vorbă populară care spunea că țăranii lui erau mai bine instruiți decât orășenii și nobilii din alte părți iar la moartea sa, s-a spus, nimeni din țara sa nu era în imposibilitatea de a citi și a scrie.
A făcut din gimnaziul din Gotha o școală model care a atras nu numai elevii din toate landurile germane, dar și din Suedia, Rusia, Polonia și Ungaria. În mod asemănător a stimulat Universitatea din Jena, a crescut fondurile sale și a reglementat studiile cu accent prea mult pe latura religioasă. Biblia a fost cartea sa de zi cu zi și s-a străduit neîncetat pentru a-i face pe supușii săi mai religioși, după un model strict luteran. 

## Familie și copii
La Altenburg la 24 octombrie 1636, Ernst s-a căsătorit cu verișoara lui, Elisabeta Sofia de Saxa-Altenburg. Ca rezultat al acestui mariaj, Saxa-Gotha și Saxa-Altenburg s-au unit când ultimul duce al liniei (vărul Elisabetei) a murit fără copii. Ernst și Elisabeta Sofia au avut 18 copii:
1. Johann Ernst (n. Weimar, 18 septembrie 1638 – d. Weimar, 27 noiembrie 1638).
2. Elisabeta Dorothea (n. Coburg, 8 ianuarie 1640 – d. Butzbach, 24 august 1709), căsătorită la 5 decembrie 1666 cu Ludovic al VI-lea, Landgraf de Hesse-Darmstadt.
3. Johann Ernst (n. Gotha, 16 mai 1641 – d. Gotha, 31 decembrie 1657); a murit de variolă.
4. Christian (n./d. Gotha, 23 februarie 1642).
5. Sophie (n. Gotha, 21 februarie 1643 – d. Gotha, 14 decembrie 1657); a murit de variolă.
6. Johanna (n. Gotha, 14 februarie 1645 – d. Gotha, 7 decembrie 1657); a murit de variolă [?].
7. Frederic I, Duce de Saxa-Gotha-Altenburg (n. Gotha, 15 iulie 1646 – d. Friedrichswerth, 2 august 1691).
8. Albrecht, Duce de Saxa-Coburg (n. Gotha, 24 mai 1648 – d. Coburg, 6 august 1699).
9. Bernhard I, Duce de Saxa-Meiningen (n. Gotha, 10 septembrie 1649 – d. Meiningen, 27 aprilie 1706).
10. Heinrich, Duce de Saxa-Römhild (n. Gotha, 19 noiembrie 1650 – d. Römhild, 13 mai 1710).
11. Christian, Duce de Saxa-Eisenberg (n. Gotha, 6 ianuarie 1653 – d. Eisenberg, 28 aprilie 1707).
12. Dorothea Maria (n. Gotha, 12 februarie 1654 – d. Gotha, 17 iunie 1682).
13. Ernest III, Duce de Saxa-Hildburghausen (n. Gotha, 12 iunie 1655 – d. Hildburghausen, 17 octombrie 1715).
14. Johann Philip (n. Gotha, 1 martie 1657 – d. Gotha, 19 mai 1657).
15. Johann Ernst, Duce de Saxa-Coburg-Saalfeld (n. Gotha, 22 august 1658 – d. Saalfeld, 17 februarie 1729).
16. Johanna Elisabeth (n. Gotha, 2 septembrie 1660 – d. Gotha, 18 decembrie 1660).
17. Johann Philip (n. Gotha, 16 noiembrie 1661 – d. Gotha, 13 martie 1662).
18. Sophie Elisabeth (n. Gotha, 19 mai 1663 – d. Gotha, 23 mai 1663).

Când Ducele Ernst I a murit în 1675, numeroșii săi fii au împărțit terenurile ernestine în șapte părți: Gotha-Altenburg, Coburg, Meiningen, Römhild, Eisenberg, Hildburghausen și Saalfeld. Dintre ele, Coburg, Römhild și Eisenberg nu au supraviețuit mai mult de o generație și au fost împărțite între celelalte patru linii care au rămas.
Fiul lor cel mare Frederic a fost primul care a moștenit titlul. Nepoata lor de la acest fiu, Anna Sophie de Saxa-Gotha-Altenburg, a fost strămoașa pe linie maternă a țarului Nicolae al II-lea al Rusiei iar nepotul lor Frederic al II-lea a fost strămoșul regelui George al III-lea al Marii Britanii

Fiul cel mic Johann Ernest a fost tatăl lui Franz Josias, Duce de Saxa-Coburg-Saalfeld.
1. ↑  IdRef, accesat în 20 mai 2020